# 瑟兰河畔普瓦伊
瑟蘭河畔普瓦伊（法語：Poilly-sur-Serein，法語發音：[pwaji syʁ səʁɛ̃]）是法国勃艮第-弗朗什-孔泰大区约讷省的一个市镇，属于阿瓦隆区。

## 地理
瑟兰河畔普瓦伊（47°45'53"N, 3°53'33"E）面积21.28 平方千米，位于法国勃艮第-弗朗什-孔泰大區约讷省，该省份为法国中北部内陆省份，西接卢瓦雷省，西北接塞纳-马恩省，南至涅夫勒省，东临科多尔省，东北与奥布省接壤。
与瑟兰河畔普瓦伊接壤的市镇（或旧市镇、城区）包括：艾格勒蒙、贝吕、瑟兰河畔舍米伊、艾格勒蒙附近利谢尔、圣韦尔蒂、维维耶、伊鲁埃尔。

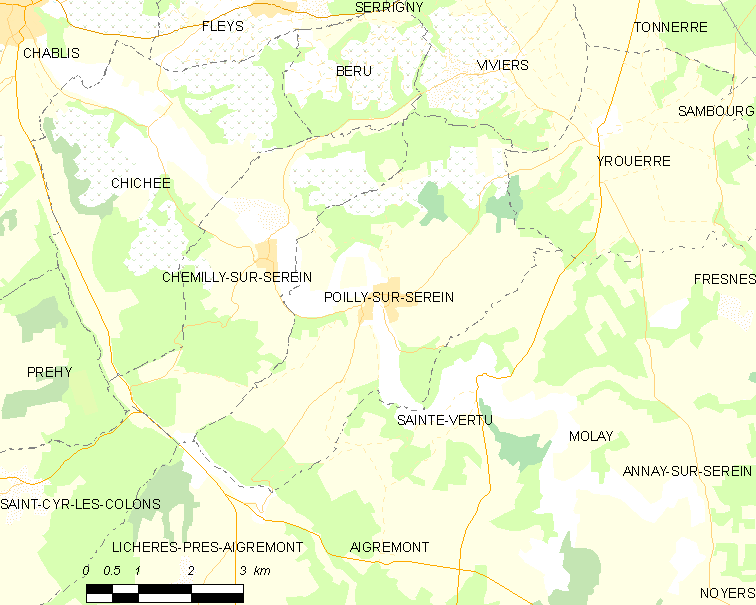
瑟兰河畔普瓦伊的OSM定位图

瑟兰河畔普瓦伊的时区为UTC+01:00、UTC+02:00（夏令时）。

## 行政
瑟兰河畔普瓦伊的邮政编码为89310，INSEE市镇编码为89303。

## 政治
瑟兰河畔普瓦伊所属的省级选区为沙布利县。

## 人口

1962-2008年间瑟兰河畔普瓦伊人口变化图示

瑟兰河畔普瓦伊于2022年1月1日时的人口数量为243人。